# Dinochelus ausubeli
Dinochelus ausubeli ist eine 2010 beschriebene Art der Zehnfußkrebse aus der monotypischen Gattung Dinochelus. Der Holotypus wurde im Rahmen des Projektes "Census of Marine Life" im Jahr 2007 im Pazifik bei den Philippinen entdeckt (15°56’N, 121°45’E).

## Beschreibung
Das in einer Tiefe von 250 m entdeckte Exemplar von Dinochelus ausubeli besitzt eine Carapax-Länge von 31 mm. Die Färbung ist durchgängig transparent-weiß, die Scheren und Antennen sind rötlich-pink. Auf dem Pleon befinden sich vielfach rötlich-pinke Flecken. Der Carapax erscheint im Zentrum unscharf rötlich-pink.
Das Rostrum ist dreieckig geformt und hat drei nach vorne und nach oben gerichtete (anterodorsale) Spitzen. Der Carapax ist gesprenkelt mit kleinen Stacheln (spinules), ansonsten fein granuliert bis glatt. Der Pleon ist stark niedergedrückt, rückenseitig glatt. Das Telson ist nahezu quadratisch, mit einer leicht granulierten Oberfläche.
Am ersten Schreitbeinpaar sind die Scheren deutlich ungleich und verschieden. Die Scherenfinger (Dactylus und Propodus) sind bei der größeren Schere etwa viermal so lang wie die Scherenhandfläche; die nach innen gerichteten Stacheln der Scherenfinger greifen bei geschlossener Schere ineinander. Die kleinere Schere besitzt im Gegensatz zur größeren auch nach außen gerichtete Stacheln an den Scherenfingern. Am zweiten, dritten und fünften Schreitbeinpaar befinden sich ebenfalls sehr kleine Scheren.
Die Augen von Dinochelus ausubeli sind voll entwickelt und beweglich; die Cornea ist vorhanden.

## Systematik und Taxonomie
Der Gattungsname Dinochelus setzt sich zusammen aus altgriechisch δεινός deinós ‚schrecklich‘, ‚gewaltig‘ und χηλή chela ‚Schere‘ und bezieht sich auf die auffällig große Schere. Das Artepitheton wurde zu Ehren von Jesse H. Ausubel gewählt, einem Mitbegründer des Projektes Census of Marine Life.
Dinochelus ist ein Schwestertaxon der Gattungen Thaumastocheles und Thaumastochelopsis, die innerhalb der Hummerartigen eine monophyletische Gruppe bilden. Diese werden zuweilen auch als eigenständige Familie (Thaumastochelidea) aufgestellt. Die Gruppe wird u. a. durch die starke Ungleichheit der Scheren am ersten Schreitbeinpaar definiert. Unterscheiden lässt dich Dinochelus ausubeli von Arten der Thaumastocheles und Thaumastochelopsis vor allem durch zwei auseinanderlaufende, schmale Reihen von Stacheln auf der Okklusalfläche der Scherenfinger der größeren Schere. Bei Thaumastocheles und Thaumastochelopsis sind entweder nur eine Reihe zu finden, oder dreiseitige Verzahnungen vorhanden. Weiterhin haben Dinochelus ein T-förmiges Epistom.